# Concordanța timpurilor
În sintaxă, termenii tradiționali concordanța timpurilor sau corespondența timpurilor se referă la regulile care determină la ce timpuri pot sta predicatele în frază, în condițiile raportului în care se află. De fapt concordanța timpurilor se împletește cu cea a modurilor, de aceea este vorba și de concordanța modurilor împreună cu cea a timpurilor. În fraza cu subordonare, timpul și modul predicatului propoziției subordonate depinde de timpul și modul predicatului propoziției principale, dar și în fraza cu coordonare, predicatele depind unul de altul în privința acestor categorii gramaticale.
Concordanța timpurilor are interpretări mai mult sau mai puțin largi. Într-o frază cu două propoziții, între predicatele lor există totdeauna un anumit raport temporal: simultaneitatea acțiunilor exprimate, anterioritatea uneia față de a celeilalte sau posterioritatea uneia față de a celeilalte. În cazul frazei cu subordonare, raportul se stabilește pornind de la subordonată: procesul din aceasta este simultan cu cel din principală, anterior sau posterior celui din principală. Există totdeauna concordanță a timpurilor în sensul că predicatul subordonatei exprimă totdeauna raportul temporal, și dacă timpul său nu se schimbă atunci când verbul său regent este la trecut, față de cazul când este la prezent. Aceasta este situația, de pildă, în limba maghiară. În gramatici ale unor limbi ca franceza sau engleza, în care timpul predicatului subordonatei se schimbă la schimbarea timpului verbului regent de la prezent la trecut, concordanța timpurilor se referă la acest fenomen.
Există mai multe viziuni referitoare la tipurile de fraze în care se poate vorbi de concordanță a timpurilor. Definiția de mai sus este cea mai largă, dar există și unele mai restrânse. În gramatica limbii române, unii autori tratează concordanța timpurilor atât în fraza cu subordonare, cât și în cea cu coordonare. Unii autori includ printre regulile concordanței timpurilor și pe cele care se referă la folosirea formelor temporale și modale în fraza cu propoziție circumstanțială condițională. În gramatici franceze, concordanța timpurilor este redusă la frazele cu subordonata introdusă prin conjuncția que „că”, atunci când verbul regent este la un timp trecut.
Numărul restricțiilor impuse de regulile de concordanță diferă de la o limbă la alta. Sunt limbi ca franceza sau engleza, în care construcțiile de fraze au mai puține sinonime decât în română, de pildă. De asemenea, în cazul unei aceleiași limbi pot fi mai multe sau mai puține alternative în funcție de registru, decât în altă limbă.

## În limba română

### Fraza cu propoziție completivă directă
Problema concordanței timpurilor se pune cel mai adesea în cazul frazei cu propoziție completivă directă. Se apreciază că în română restricțiile de concordanță sunt puțin evidențiate, după Avram 1997, chiar foarte reduse față de cele din franceză sau engleză.
Dacă predicatul principalei este la prezent, predicatul subordonatei exprimă simultaneitatea acțiunii sale cu cea a predicatului principalei tot prin prezent, anterioritatea față de ea printr-o formă de trecut, iar posterioritatea printr-o formă de viitor. În română, aceste raporturi pot fi exprimate cu aceleași forme temporale și dacă verbul regent este la un timp trecut, în acest caz acestea nefiind folosite cu valoare absolută, adică raportându-se la momentul vorbirii, ci cu valoare relativă, în raport cu un moment dinaintea celui al vorbirii. Pană Dindelegan 2013 afirmă că în română se preferă această folosire a formelor termporale în subordonată, însă se pot folosite și alte forme, analoge cu cele din franceză sau engleză.
De pildă simultaneitatea cu acțiunea predicatului principalei exprimată la un timp trecut este redată astfel:
N-am observat că vine după mine (predicatul subordonatei la prezent cu valoare relativă de trecut) sau N-am observat că venea după mine (predicatul subordonatei la imperfect, tot un timp trecut, cel care exprimă de regulă o acțiune simultană cu alta în trecut).
Anterioritatea se poate exprima și cu perfectul compus cu valoare relativă în locul mai mult ca perfectului:
Mi-a spus că a lipsit o lună sau Mi-a spus că lipsise o lună.
Posterioritatea se exprimă cel mai adesea printr-o formă de viitor sau prin prezent, deși fără context, o asemenea frază nu exprimă dacă acțiunea posterioară a avut loc înaintea momentului vorbirii sau va avea loc după acesta: Andrei mi-a spus că va pleca/pleacă la Brașov. Pentru ca să fie clar că acțiunea subordonată a avut loc tot în trecut, se folosește o formă numită de Pană Dindelegan 2013 „viitor în trecut”: Andrei mi-a spus că avea să plece la Brașov.

### Fraze cu alte tipuri de subordonate
Într-o propoziție circumstanțială temporală ca cea din fraza În timp ce mânca, a sunat telefonul, sau în una cauzală ca în Am ieșit repede, fiindcă mă grăbeam, predicatul nu poate fi decât la imperfect pentru a exprima simultaneitatea acțiunii cu acțiunea din principală.

### Fraza cu coordonare
În cazul a două propoziții coordonate, dacă acțiunile sunt simultane, cele două predicate sunt la același timp, eventual la moduri diferite. Exemple:
Muncește și cântă;
Să nu adormi și să fii atent la bagaje;
Dă-mi mâna și să uităm supărarea.
Anterioritatea și posterioritatea sunt exprimate cu forme temporale corespunzătoare:
El mâncase și acum dormea – ambele acțiuni în trecut, prima la mai mult ca perfect, anterioară celei de-a doua, care este la imperfect;
Ea este la noi, dar o să plece curând – prima acțiune în momentul vorbirii, la prezent, a doua posterioară primei, la viitor.
Există restricții în cazul folosirii indicativului prezent cu valoarea altui timp sau a altui mod într-o propoziție coordonată cu alta. Astfel, nu se poate alătura un perfect compus cu un prezent istoric (ex. *s-a născut în... și moare în...), sau un imperativ cu un prezent cu valoare de imperativ (*pleacă... și faci...). Astfel de predicate trebuie să fie la aceeași formă: s-a născut în... și a murit în, se naște în... și moare în..., pleacă... și fă..., pleci... și faci....

## În limba franceză
În fraza franceză, predicatul completivei directe nu exprimă totdeauna la fel ca în cea românească simultaneitatea, anterioritatea și posterioritatea față de predicatul principalei, atunci când acesta este la un timp trecut, adică concordanța timpurilor este mai puțin liberă în franceză decât în română.

### Cu subordonata la indicativ
Atunci când predicatul principalei este la prezent sau la viitor, nu există deosebiri între franceză și română, în afară de faptul că în franceză sunt în plus două forme temporale care exprimă anterioritatea, respectiv posterioritatea față de timpul din principală.
Dacă predicatul principalei este la un timp trecut, atunci predicatul subordonatei este, cu unele excepții, la alte forme decât atunci când principala este la prezent, pentru a exprima aceleași raporturi temporale. Principiul acestei schimbări este că, față de cazul precedent, formele de prezent din subordonată (inclusiv aceste forme ale verbelor auxiliare) se înlocuiesc cu forma de indicativ imperfect, iar forma de viitor simplu se înlocuiește cu cea de condițional prezent, care aici nu are valoare de condițional, ci de viitor în trecut:
| Je croyais qu’il | travaillait (simultaneitate – indicativ imperfect)                            | Credeam că | pleacă                  |
| Je croyais qu’il | était parti (anterioritate – indicativ mai mult ca perfect)                   | Credeam că | a plecat/plecase        |
| Je croyais qu’il | venait de partir (anterioritate – mai mult ca perfect recent)                 | Credeam că | tocmai a plecat/plecase |
| Je croyais qu’il | partirait (posterioritate – viitor în trecut – forma condiționalului prezent) | Credeam că | va pleca/avea să plece  |
| Je croyais qu’il | allait partir (posterioritate – viitor apropiat în trecut)                    | Credeam că | urma să plece           |

În unele cazuri nu este obligatorie aplicarea acestor reguli, adică forma predicatului subordonatei este aceeași, fie că predicatul principalei este la prezent sau la viitor, fie că este la un timp trecut:
- când predicatul principalei este la perfect compus și este clar că predicatul subordonatei exprimă o acțiune în curs și în momentul vorbirii, respectiv care va continua și după acesta: Éric m’a dit ce matin que les Dupont sont en voyage et qu’ils reviendront bientôt „Éric mi-a spus azi dimineață că familia Dupont călătorește și că se va întoarce în curând”;
- când subordonata exprimă un adevăr general: Le professeur expliquait aux élèves que la Terre tourne autour d’elle-même et autour du Soleil „Profesorul explica elevilor că Pământul se învârte în jurul axei sale și în jurul Soarelui”.

Mai este de amintit că, dacă verbul regent este la prezent sau viitor, iar predicatul subordonatei la indicativ imperfect, indicativ mai mult ca perfect sau la modul condițional, acestea nu se schimbă atunci când toată fraza trece în planul trecutului prin trecerea verbului regent la un timp trecut.

### Cu subordonata la subjonctiv
Când predicatul propoziției principale este un verb care cere ca în subordonată predicatul să fie la modul subjonctiv, regulile concordanței timpurilor sunt asemănătoare cu cele în cazul folosirii indicativului, cu unele deosebiri.
În primul rând, subjonctivul prezent exprimă și simultaneitatea, și posterioritatea. În al doilea rând, când predicatul principalei este la trecut, regulile nu se aplică în registrul curent al limbii, ci numai în varianta scrisă a celui elevat, dar rar și aproape exclusiv la persoana a treia, folosindu-se subjonctivul imperfect în locul celui prezent, și subjonctivul mai mult ca perfect în locul celui trecut. Exemple:
Il voulait que tout soit réglé dans les moindres détails (subjonctiv prezent) vs. Il voulait que tout fût réglé dans les moindres détails (subjonctiv imperfect) „Voia ca totul să fie aranjat până la cele mai mici amănunte”;
Il aurait voulu que vous ayez fini (subjonctiv trecut) vs. Il aurait voulu que vous eussiez fini (subjonctiv mai mult ca perfect) „Voia ca voi să fi terminat”.

## În limba engleză
În această limbă, restricțiile sunt asemănătoare ca importanță cu cele din franceză. Și în engleză se folosesc alte forme verbale în completiva directă dacă predicatul principalei este la prezent, și altele dacă este la trecut. De pildă trecerea de la vorbirea directă la cea indirectă cu verb regent la un timp trecut provoacă următoarele schimbări atunci când vorbitorul relatează obiectiv, fără a vrea să sugereze că informația este în mod necesar adevărată, sau când informația este neadevărată ori neactuală:
1. de la prezentul simplu la trecutul simplu: Kay said ‘I feel ill’ „Kay a spus: – Mă simt bolnavă” → Kay said she felt ill „Kay a spus că se simte bolnavă”;
2. de la trecutul simplu la mai mult ca perfect: He told us ‘I bought the shirt’ „Ne-a spus: – Am cumpărat cămașa” → He told us he had bought the shirt „Ne-a spus că a cumpărat / cumpărase cămașa”;
3. de la viitorul simplu la viitorul în trecut (future in the past), adică de la prezentul simplu al auxiliarului viitorului simplu la condiționalul prezent (present conditional) al acestuia: I told them ‘You will get wet’ „Le-am spus: – O să vă udați” → I told them they would get wet „Le-am spus că o să se ude”.

Schimbările de la punctele 1 și 2 au loc și în cazul primului component al formelor compuse ale timpurilor prezent și trecut: ‘We are losing’ „– Pierdem” → We thought we were losing „Am crezut că pierdem”, ‘Ann has been crying’ „Ann a plâns” → Who said Ann had been crying? „Cine a spus că Ann a plâns?”
În engleză de asemenea nu se aplică regulile pentru verb regent la trecut dacă acțiunea din subordonată are loc și în momentul vorbirii, ex. I told you that the road is closed „Ți-am spus că drumul este închis”.

## În limba maghiară
În cazul limbii maghiare este vorba de concordanța timpurilor mai mult în gramaticile destinate celor cu altă limbă maternă, cu atât mai mult, cu cât în maghiară sunt mult mai puține forme temporale decât în alte limbi amintite aici. La indicativ există numai o formă de prezent, una de trecut și una de viitor, viitorul mai fiind exprimat și cu forma de prezent a verbelor ce exprimă și aspectul perfectiv. La modul condițional există o formă de prezent și una de trecut.
Când verbul regent al completivei directe este la trecut, raporturile temporale se exprimă numai prin valoarea relativă a prezentului, a trecutului, respectiv a viitorului. Exemple:
Azt hittem, hogy alszik „Credeam că doarme”;
A feleségem nem tudta, hogy a házasságunk előtt Spanyolországban éltem „Soția mea nu știa că înainte de căsătoria noastră am trăit în Spania”;
Anna tudta, hogy Péter elolvas / el fog olvasni egy könyvet „Anna știa că Péter va citi o carte”.

## În alte limbi
În limba sârbă, după cum afirmă Klajn 2005, nu există concordanță a timpurilor, ci doar folosire relativă a unor forme temporale în subordonată, de exemplu a prezentului relativ, când verbul regent este la trecut, ex. Pitao sam ga šta traži u mojoj sobi „L-am întrebat ce caută în camera mea”.
În limba finlandeză, conform afirmației din Kalmbach 2017, o gramatică franceză pentru vorbitori de finlandeză, de asemenea nu există concordanța timpurilor, decât în mod eronat, când se traduce din engleză, de exmplu:
en  I knew you would come fi  *Tiesin, että tulisit, corect Tiesin, että tulet „Știam că vei veni”.